# Monaster Zaśnięcia Matki Bożej w Calistoga
Monaster Zaśnięcia Matki Bożej – prawosławny klasztor w Calistoga, w jurysdykcji diecezji Zachodu Kościoła Prawosławnego w Ameryce.

## Historia
Monaster został założony w 1941 przez grupę mniszek pochodzenia rosyjskiego, które emigrowały do USA z Chin i zamieszkały w San Francisco. Następnie postanowiły utworzyć monaster w Calistoga. W mieście tym zakupiły dom, a następnie wzniosły przy nim również kaplicę. Klasztor utrzymywany był z darów wiernych.
W latach 1998–2009 budynek klasztoru został gruntownie odnowiony, sprowadzono do niego również grupę dziesięciu mniszek z monasteru św. Barbary w Santa Paula.